# Dejan Meleg
Dejan Meleg (cyr. Дејан Мелег; ur. 1 października 1994 w Bačkim Jaraku) – serbski piłkarz występujący na pozycji pomocnika. Od 2016 roku gra w klubie FK Vojvodina.

## Kariera
Jest wychowankiem Vojvodiny Nowy Sad. W barwach pierwszej drużyny tego klubu występował w latach 2012–2013. W 2013 roku został piłkarzem AFC Ajax. Od razu trafił do drużyny rezerw. W sezonie 2014/2015 przebywał na wypożyczeniu w SC Cambuur. 2 stycznia 2016 powrócił do Serbii, stając się ponownie graczem Vojvodiny.